# Condado de Polentinos
El condado de Polentinos es un título nobiliario español creado el 20 de julio de 1716 por el rey Felipe V con el vizcondado previo de Colmenares en favor de Sebastián de Colmenares y Vega de Larringa, vecino de Lima.
El título fue originalmente concedido «en blanco» por Carlos II en 1689 a los conventos de San Felipe Neri de Molina de Aragón y Medina de Pomar para beneficiarlos. En 1716, el título fue confirmado por Felipe V en favor de Sebastián Francisco de Colmenares, señor de Polentinos, comprador del título.

## Condes de Polentinos
|                                | Titular                                              | Periodo               |
| Creación por Felipe V          | Creación por Felipe V                                | Creación por Felipe V |
| ------------------------------ | ---------------------------------------------------- | --------------------- |
| I                              | Sebastián Francisco de Colmenares y Vega de Larringa | 1716-1727             |
| II                             | Francisco José de Colmenares y Fernández de Córdoba  | 1727-1768             |
| III                            | Domingo de Colmenares y Contreras                    | 1768-1811             |
| IV                             | Felipe María de Colmenares y Caracciolo              | 1811-1869             |
| Rehabilitación por Alfonso XII |                                                      |                       |
| V                              | Segundo María de Colmenares y Caracciolo             | 1875-1881             |
| VI                             | Aureliano de Colmenares y Tarabra                    | 1881-1890             |
| VII                            | Aurelio de Colmenares y Orgaz                        | 1892-1947             |
| VIII                           | Ricardo de Colmenares y Duque de Estrada             | 1949-1977             |
| IX                             | Ricardo de Colmenares y Gómez-Acebo                  | 1977 - 2004           |
| X                              | Ignacio de Colmenares y Gómez-Acebo                  | 2004 - 2007           |
| XI                             | Ignacio de Colmenares y Brunet                       | 2007-actual titular   |

## Historia de los condes de Polentinos
- Sebastián Francisco de Colmenares y Vega de Larringa (Lima, 1672-1743), I conde de Polentinos, señor de Polentinos, corregidor de Pilaya y Paspaya, veedor general de la Armada del Sur,[1] tesorero perpetuo del Tribunal de la Santa Cruzada. Era hijo de Sebastián de Colmenares (n. Madrid, 1634) que pasó al Perú como Secretario de Cámara del Virrey, casado en con Agustina de Vega y de Larrinaga.[2]

Casó con María Ana Fernández de Córdoba y Sande. Le sucedió su hijo:
- Francisco José de Colmenares y Fernández de Córdoba (Lima, 1719-1768), II conde de Polentinos.[3]

Contrajo matrimonio con María Antonia de Contreras y Santisteban, IV marquesa de Olivares. Le sucedió su hijo:
- Domingo de Colmenares y Contreras, (Valladolid, 1754-Madrid, 10 de diciembre de 1811),[4] III conde de Polentinos, V marqués de Olivares y XI conde de las Posadas.

Casó con María Aurelia Caracciolo di Sole, natural de Nápoles, hija de los duques de Venosa. Le sucedió su hijo:
- Felipe María de Colmenares y Caracciolo del Sol, IV conde de Polentinos,[4] VI marqués de Olivares (1791-1869). Sin descendientes.

Título rehabilitado en 1875 por un hermano del último conde
- Segundo María de Colmenares y Caracciolo del Sol (Madrid, 1801-1881), V conde de Polentinos,[4]  y VII marqués de Olivares.

Casó con Teresa Tarabra y Bartolón. Le sucedió su hijo en 1885:
- Aureliano de Colmenares y Tarabra (Madrid, 1846-1890), VI conde de Polentinos[5] y escritor.

Casó con Francisca de Paula de Orgaz y Melendro. Le sucedió su hijo en 1892:
- Aurelio de Colmenares y Orgaz[7] (Madrid, 11 de abril de 1873-Madrid, 26 de mayo de 1947) VII conde de Polentinos,[8] fotógrafo y cronista de la Villa de Madrid.[6]

Contrajo matrimonio en San Sebastián el 12 de octubre de 1900 con María Duque de Estrada y Martínez de Morentín, hija de los condes de la Vega de Sella. Le sucedió su hijo en 1949:
- Ricardo de Colmenares y Duque de Estrada (San Sebastián, 29 de septiembre de 1901-Madrid, 1977), VIII conde de Polentinos y XII conde de las Posadas.[11]

Casó con María Gómez-Acebo y Vázquez-Armero. Le sucedió su hijo:
- Ricardo de Colmenares y Gómez-Acebo (Madrid, 1926-1976), IX conde de Polentinos[12] y IX marqués de Olivares.

Casó con María Luisa Rosillo Díaz. Renunció al título en favor de su hermano:
- Ignacio de Colmenares y Gómez-Acebo[12] (Madrid, 1932-Segovia, 1 de julio de 2023[13]) X conde de Polentinos, XIII conde de las Posadas y X marqués de Olivares.[14]

Casó en Madrid con Isabel Brunet y Caro. Cedió al título en favor de su hijo:
- Ignacio de Colmenares y Brunet (n. Madrid, 1961), XI conde de Polentinos,[15] XIV Conde de las Posadas y XI Marqués de Olivares.

Contrajo matrimonio en 1985 con Leticia de Bustos y Morenés, hija de los duques de Montalto.